# Стари Дулићи
Стари Дулићи су насељено мјесто у општини Гацко, Република Српска, БиХ. Према попису становништва из 1991. у насељу је живео 91 становник.

## Географија
Село Стари Дулићи налази се на југоисточном дијелу Општине Гацко, око 17 км удаљено од градског центра. Постоје двије верзије о настанку имена самог села. Прва верзија говори да је село добило име по породици Дулић која је ту живјела до почетка 15. вијека. Друга верзија говори да је селу дала име Јелена, супруга Сандаља Хранића из Кључа.
Село се налази поред регионалне саобраћајнице Гацко — Никшић. Смјештено је између високих планина које га окружују: Сомине, Голије и Добрељице, односно између мањих брда и узвишења: Коцељ, Матово Осоје, Облан, Окресана Бреза, низ повезаних узвишења(Осоје), Степен, Рогатине Главице, Гомиле, Помарикућа, Крушева, Вироваче, Чавлово Ждријело, Слатине, Рапе и Мијуш Влаке. Преко брда са јужне стране села налази се мноштво плодних долина и влака, које се назива Засеље.
Сеоски атар граничи са селима: Нови Дулићи са западне стране, Доњи Казанци са сјеверне и Вратковићи са источне стране.
Горњи дио села са јужне стране чини једна већа крашка увала, којаје врло плодна за разлику од претежно кршевитих страна које га окружују. Ту плодну увалу окружују узвишења Иванац, Старац, Коса, те Степен и Рогатине Главице између којих се увала наставља према Новим Дулићима. Сјеверни дио села, одсјечен од јужног, брдима Старац и Иванац, већином је равничарски(Радменова, Матијева и Сува бара, Крушева, Вироваче) са брежуљцима и многобројним главицама.
У селу се налазе засеоци:Конатице, Векаљ, Српан и Луке. Највеће и најплодније равнице села су:Долови, Улица, Конатица, Долац, Понор, Цијепац, Векаљ, Луке, Слатине и Баре.
Село је веома богато изворима. Има 11 активних врела од којих су највећа: Попоштак, Тројан, Матијево врело, Врба и Добра Вода, која отичу према понорима Боботовог Гробља а затим подземним водама према Пиви. Нижи дијелови су прекривени шљунковито-пјесковитим материјалом и растреситим слојевима црнице, док су виши дијелови мањим дијелом покривени иловачом, а већином порозним дијеловима црнице.
Стари Дулићи припадају разбијеном типу насеља, односно куће су подигнуте раздалеко.

## Историја
Стари Дулићи су имали многе бурне периоду у току владавине Турака, те Првог и Другог свјетског рата. Поуздано се не зна ко је живио на простору Старих Дулића прије 1800. године, осим да је потчињено становништво под управом беговских породица обрађивало земљу, којом је дио њих и располагао након ослобођења од Турака. Око 1840. године дошла су три брата Рогановића из црногорског племена Цуца . Почели су обрађивати земљу и добили од Турака презиме Црногорац, које су задржали до данас.
У Старим Дулићима има 17 домаћинстава, од којих 16 домаћинстава носи презиме Црногорац, а једно презиме Радиновић. Укупно у селу живи свега 77 становника, што је посљедица ратова и расељавања. У периоду од 1930. до 1943. у селу су живјела 182 становника. Сви становници су Срби по националности и православне су вјероисповијести. У становништву се задржало поштовање старих обичаја (Божић, Крсна слава, Васкрс). Крсно име породице Црногорац је Мала Госпојина.

## Црква Рођења Пресвете Богородице
У сеоском гробљу Црквина дуго времена су били остаци некадашње цркве коју су Турци порушили у Грдановом устанку 1597. године. По предању, а и разним записима из скоријег времена, та црква је била задужбина Јелене Балшић, кћерке кнеза Лазара и супруге војводе Сандаља Хранића. У времену Краљевине Југославије, у омеђинама цркве, пронађена је позлаћена кашика за причешћивање. Та кашика је однесена у сарајевски музеј. Иницијативу за обнову Храма покренуло је братство Црногорац 2010. Захваљујући њиховом труду и раду, и помоћи вјерног народа, изграђен је Храм Рођења Пресвете Богородице на темељима порушеног храма Благовјерне Кнегиње Јелене Балшић. Унутрашњост олтара је фрескописана, а насликана је и фреска Благовјерне Јелене Балшић. Храм је 11. августа 2012. освештао епископ захумско-херцеговачки Григорије уз саслужење свештенства и присуство великог броја вјерника.

## Становништво
| Демографија | Демографија | Демографија |
| Година      | Становника  | Становника  |
| ----------- | ----------- | ----------- |
| 1961.       | 107         |             |
| 1971.       | 106         |             |
| 1981.       | 99          |             |
| 1991.       | 91          |             |